# Bogdanich Imre Dániel
Bogdanich Imre Dániel (Verőce, 1760. november 5. – Buda, 1802. január 31.) első segéd a budai csillagvizsgálónál és akadémiai tanár.

## Élete
A szakirodalom általánosan rosszul (1762) tudja B.D.I. születési dátumát: Bogdan[ich] Miklós és felesége, Anna Imre nevű gyermeke 1760. november 5-én született, legalábbis a verőcei anyakönyv szerint. 1762. október 21-én pedig megszületett a házaspár Anna nevű leánygyermeke.[forrás?]
Matematikai tanulmányait a budai egyetemen és magánúton végezte. 1785-ben a matematika rendk. tanára lett a nagyváradi akadémián. Ezután a csillagászat tanulmányozása végett Bécsbe ment, mire 1796-ban a budai csillagvizsgálóhoz hivatott második segédnek 400 forint fizetéssel, hol 1798-ban első segéd lett 600 forint évi díjjal. A kormány megbizásából 1798 decemberétől fogva pár évig hazánkban földrajztudományi s csillagászati megfigyeléseket tett; munkálatait Lipszky János fölhasználta térképeinél.

## Munkái
- Carmen quo supremo Magno-Varadiensis academiae directori dum diutius ex Russia expectatur eiusdem academia testatus est. Magno-Varadini, 1786.
- Formulae pro spaciis rectilineis aut quae in haec resolvi possunt per lineas parallelas dividendis. Pestini, 1786.

Csillagászati észleleteit az Ephemerides Vindobonenses és Zach, Monatl. Correspondenz cz. folyóiratok közölték.